# Clonnex
Наконе́чний Севери́н Миросла́вович (відоміший як Clonnex або Кло́ннекс; нар. 23 квітня 2002, Дубляни, Україна) — український продюсер, репер і звукорежисер. Став відомим завдяки соцмережі TikTok.

## Біографічні дані
Народився 23 квітня 2002 у м. Дубляни Львівської області.
Навчався у Львівському національному університеті ім. Івана Франка на географічному факультеті.
З 2017 року почав професійно займатися музикою, випустивши свій перший англомовний альбом під назвою «EXO Reagent».
Перша згадка у ЗМІ пов'язана з масовою вакцинацією проти кору на Львівщині.

### Пов'язані події
У жовтні 2023 українські хакери зламали облікові записи російських виконавців Григорія Лепса та Олега Газманова, які підтримали російське вторгнення в Україну. Зображення в їх профілях замінили на фото Clonnex'а, який у руці тримає пістолет, з закликом припинити війну.

## Творчість

### Відгуки
Видання rap.ua назвало пісню «Codeinoslav» — мегахітом, після якого кар'єра репера «стрімко пішла вгору», а самого виконавця «головним амбасадором Живчика», «засновник стилю „cringecore“». Раніше воно ж повідомляло, що сніпет треку став трендом у Тіктоці. Альбом «MEDIV Ultimate Victim» у багатьох аспектах наслідує звук і естетику попереднього («MEDIV Luff N Sip»): фірмовий флоу, рейдж і гіперпоп звучання, побудова лірики на кумедних і абсурдних рядках. Clonnex «поставив за мету епатувати слухача». Він акцентує на дивних темах і образах, занурюючи у вигаданий, зрозумілий тільки йому світ.
О. Ковальчук у статті про альбом «MEDIV Ultimate Victim» для львівського інтернет-видання «Варіанти» назвав виконавця «репером-неологістом». А його роботу схарактеризував так «виплекана міфологічна структура новому альбому Клоннекса є дивиною для місцевого репу», «альбом утверджує Клоннекса у статусі одного з найкращих реперів країни», «важливий для розвитку українського репу». Втім відзначив наявність ознак співпраці з російськомовними виконавцями та/або, можливо, продюсерами.
О. Ковальчук у цій же статті згадав попередній альбом «MEDIV Luff N Sip», схарактеризувавши його так «своїм кодеїновим трепом був доволі цілісним, але достатньо безцільним диском». Відзначив техніку, фантазію, іронію, вигадливість пісень-історій. Втім зазначив, що «набір антиросійських панчів подекуди був достатньо натягнутим».
А. Стахів у статті для українського інтернет-медіа «Слух» називає альбом 2023 року — грандіозним, харктеризує його як «їдкий, провокативний і по-хорошому крінжовий треп». Автор відзначає метаіронічний і новаторський у рамках українського хіп-хопу підхід до створення музики; зазначає, що репер читає про «близькі та знайомі кожному молодому українцю образи», поєднуючи це з «актуальним і запотребованим звучанням». Треки характеризує, як такі що «просто приречені на популярність в TikTok».
Альбом містить спільні треки з Golubenko, galen tipton, irlbabee, Semmyx, ютубером EeOneGuy та іншими виконавцями. А також спільний трек Vaginoman із російськомовним харківським репером LIL MORTY, що А. Стахів назвав «єдиним незрозумілим рішенням».

## Дискографія

### Альбоми
| Ім'я                             | Дата              | Примітки                                                |
| -------------------------------- | ----------------- | ------------------------------------------------------- |
| EXO Reagent                      | 17 липня 2017     |                                                         |
| EXO Reagent 2                    | 16 квітня 2018    |                                                         |
| Неуязвимость: Путь Гниды         | 10 листопада 2018 |                                                         |
| EXO Reagent 3                    | 26 грудня 2018    |                                                         |
| Неуязвимость 2: Бытовые Сладости | 26 квітня 2019    |                                                         |
| ULTRAVIOLENCE!                   | 8 листопада 2019  |                                                         |
| БАЛАГАН                          | 23 квітня 2021    |                                                         |
| MEDIV Luff N Sip                 | 19 серпня 2022    | кілька тижнів лідирував у топі альбомів Spotify Україна |
| MEDIV Ultimate Victim            | 30 червня 2023    | другий повноцінний альбом українською мовою             |
| MEDIV Pes Patron                 | 15 березня 2024   |                                                         |
| MEDIV Cult of Bayraktar          | 6 грудня 2024     |                                                         |

### Міні-альбоми
| Ім'я               | Дата           |
| ------------------ | -------------- |
| Kletka             | 30 червня 2018 |
| BL Tape            | 30 липня 2019  |
| MEDIV Blood N Roll | 17 грудня 2021 |
| AFRICA             | 9 лютого 2024  |

### Сингли
| Ім'я                                            | Дата                                           |
| ----------------------------------------------- | ---------------------------------------------- |
| Я Їбашу на Заводі                               | 5 травня 2017                                  |
| потерял страх                                   | 1 березня 2021                                 |
| Paladin                                         | 1 квітня 2021                                  |
| марла (спільно з хочуспать)                     | 3 грудня 2021                                  |
| даже с разбитым сердцем                         | 18 лютого 2022                                 |
| Blizzard (спільно з Lovesomemama)               | 18 березня 2022                                |
| в мойом капе                                    | 22 квітня 2022                                 |
| ретро шмотки                                    | 29 квітня 2022                                 |
| Ретро шмотки (UA Version)                       | 8 травня 2022                                  |
| зайцев нет                                      | 10 червня 2022                                 |
| Тепер забудь мої слова ти                       | 17 червня 2022                                 |
| Теперь забудь мои слова ты...                   | 17 червня 2022                                 |
| Codeinoslav                                     | 22 липня 2022                                  |
| Мила (спільно з Golubenko)                      | 20 жовтня 2022                                 |
| Kalabanya                                       | 11 листопада 2022                              |
| Querida                                         | 2 грудня 2022                                  |
| Pitbull (спільно з Semmyx)                      | 19 грудня 2022                                 |
| Sidnytseїd                                      | 27 січня 2023                                  |
| Hey Baby                                        | 17 березня 2023                                |
| Lyaguminka                                      | 2 червня 2023                                  |
| OXY (спільно з Telly Grave)                     | 9 червня 2023                                  |
| Roblox (спільно з Semmyx)                       | 28 липня 2023                                  |
| Slava                                           | 4 серпня 2023                                  |
| Elf Bar                                         | 11 серпня 2023                                 |
| Pushin Ї                                        | 18 серпня 2023                                 |
| 1 Veresnia (спільно з Semmyx)                   | 1 вересня 2023                                 |
| Prÿvydy (спільно з Lizzzard)                    | 27 жовтня 2023                                 |
| Mama Kupy (спільно з фрози)                     | 3 листопада 2023                               |
| Dym (спільно з Golubenko)                       | 5 січня 2024                                   |
| Kryvavyi Samsung 2008 (спільно з mol$)          | 1 березня 2024                                 |
| Alone (спільно з 6YNTHMANE, NIKITAIDISYUDA)     | 16 лютого 2024                                 |
| Кохаю всіх людей (спільно з nnolly)             | 1 березня 2024                                 |
| I LUV MY HATERS (спільно з L0VER, lord enemy)   | 19 квітня 2024                                 |
| Ванька-Встанька 2 (спільно з Машою Кондратенко) | 10 травня 2024                                 |
| Night Garden (спільно з Galen Tipton, Shmu)     | 17 травня 2024                                 |
| Emo Makeup (спільно з hubithekid)               | 14 червня 2024                                 |
| Pop It                                          | 28 червня 2024                                 |
| say it so (спільно з Bayymack, Pixel Hood)      | 19 липня 2024                                  |
| Yesvuiskiii                                     | 26 липня 2024                                  |
| Kiss Me (спільно з joyful)                      | 2 серпня 2024                                  |
| Людмила                                         | 30 серпня 2024                                 |
| Molly Lollipop (спільно з 6arelyhuman)          | 27 вересня 2024                                |
| Авіарежим (спільно з Golubenko)                 | 17 жовтня.2024                                 |
| GALORE (спільно з asteria)                      | 10 січня 2025 (Був недоступний) 21 лютого 2025 |
| Скуф                                            | 14 лютого 2025                                 |
| забуті місця                                    | 9 травня 2025                                  |
| Wanderer (спільно з Shmu, Galen Tipton)         | 9 травня 2025                                  |
| Везунчик / ППП                                  | 11 липня 2025                                  |
| Грішниця                                        | 25 липня 2025                                  |